# Michael Easton
Michael Easton (ur. 15 lutego 1967 w Long Beach) – amerykański aktor i reżyser telewizyjny, poeta, autor i fotograf.

## Życiorys

### Wczesne lata
Urodził się w Long Beach w Kalifornii jako starszy syn Irlandczyków – inżyniera Stewarta i Joan (zm. po dwóch latach walki z raka jajnika), jego młodszy brat Keith został pilotem marynarki wojennej.
Po ukończeniu prywatnej szkoły w Irlandii i Anglii, studiował na wydziale języka angielskiego i historii na Uniwersytecie Kalifornijskim, a później na kierunku filmowym na Uniwersytecie Nowojorskim. Podróżując po Europie, pracował jako barman i na budowie.

### Kariera
Swoją przygodę z aktorstwem zapoczątkował udziałem w thrillerze Coldfire (1990). Następnie zagrał postać Tannera Schofielda w operze mydlanej ABC Dni naszego życia (Days of Our Lives, 1991-92). Tego samego roku został wybrany przez magazyn People jako jeden z 50. najpiękniejszych ludzi. Choroba jego matki na raka jajnika, która po dwuletniej walce w 1994 roku zmarła, spowodowała, że przerwał karierę na rzecz opieki.
Za swój debiut reżyserski krótkometrażowym dramatem Daedalus to śmierć (Daedalus Is Dead, 1996) z udziałem Kamara De Los Reyesa otrzymał nagrodę na festiwalu filmowym.
W 1997 roku ukazał się zbiór poezji Eastona Osiemnaście normalnych whisky (Eighteen Straight Whiskeys).
Napisał kilka scenariuszy, w tym m.in. „Monty” o późnych latach życia aktora Montgomery Clifta – w 1998 został sprzedany Newman Tooley Films oraz biografię Elli Fitzgerald dla firmy Norman Lear's, Act 111. Jest autorem powieści graficznej: „Soul Stealer” opracowanej przez Christophera Shy, która ukazała się w lipcu 2008 roku, oraz „Opowieści z Green Woman” (The Tales from the Green Woman) stworzonej ze słynnym pisarzem Peterem Straubem.
Zajmuje się także sztukami walki, gimnastyką i motocyklami, często sam na planie filmowym wykonuje wyczyny kaskaderskie.

## Życie prywatne
W sierpniu 2004 roku poślubił Ginevrę Arabię, z którą ma dwójkę dzieci: syna Jacka Boru i córkę Lilah Bell. Zamieszkał z rodziną w Nowym Jorku.

## Filmografia

### Filmy fabularne
- 1990: Coldfire jako Jake Edwards
- 1991: Sztuka umierania (The Art of Dying) jako Bobby
- 1991: Strefa śmierci (The Killing Zone) jako Gopher
- 2006: Po prostu moi przyjaciele (They're Just My Friends) jako detektyw McCarthy

### Filmy TV
- 1992: Cień obcego (Shadow of a Stranger) jako Shawn
- 1992: Burzliwa noc (One Stormy Night) jako Tanner Scofield
- 1995: Dazzle jako Nick
- 1999: Morderstwo w Devil’s Glean (What We Did That Night) jako Charlie
- 2000: Lata siedemdziesiąte (The 70s) jako Nick

### Seriale TV
- 1991–1992: Dni naszego życia (Days of Our Lives) jako Tanner Scofield
- 1994: Diagnoza morderstwo (Diagnosis Murder) jako Rick Bennett
- 1995: VR.5 jako Duncan
- 1996–1997: Dwoje (Two) jako Gus McClain / Booth Hubbard
- 1997: VR.5 jako Duncan
- 1997–1998: 413 Hope St. jako Nick Carrington
- 1998: Kancelaria adwokacka (The Practice) jako Glenn
- 1998: Ally McBeal jako Glenn
- 1999: Pamięć absolutna 2070 (Total Recall 2070) jako David Hume
- 2000: Magia sukcesu (Bull) jako Timothy Alter
- 2001: Łowcy diamentów (Diamond Hunters) jako Benedict Van der Byl
- 2002: Pokolenie mutantów (Mutant X) jako Gabriel Ashlocke
- 2003: Port Charles jako Caleb Morley
- 2003–2009: Dni naszego życia (Days of Our Lives) jako John McBain
- 2003–2012: Tylko jedno życie (One Life to Live) jako pułkownik John McBain
- 2012–2016: Szpital miejski (General Hospital) jako Silas Clay / Hamilton Finn / John Mcbain

## Książki
- 1997 – Eighteen Straight Whiskeys. wyd. The Bowery Press. ISBN 0-9658674-0-4